# الفن الكوري
تتضمن الفنون الكورية العادات في الخط والموسيقى والرسم والشعر وغالبًا ما تتسم باستخدامها الأشكال الطبيعية والزخرفة السطحية والألوان أو الأصوات الجريئة، وتتألف أقدم أمثلة الفن الكوري من أعمال العصر الحجري التي يرجع تاريخها إلى 3000 قبل الميلاد، وهي تتكون من منحوتات شمعية ونقوش صخرية اكتشفت مؤخرًا.
تبعت هذه الفترة المبكرة أساليب فنية لمختلف الممالك والسلالات الكورية، وعدل الفنانون الكوريون أحيانًا التقاليد الصينية مع اعتمادهم الأناقة البسيطة والعفوية وتقدير نقاء الطبيعة. كانت سلالة مملكة غوريو (918-1392م) واحدة من أكثر الفترات توسعًا في التخصصات وخاصةً الفخار.
يتمركز سوق الفن الكوري في منطقة إنسادونغ في سيول حيث يوجد أكثر من 50 معرضًا صغيرًا ومزادات عرضية للفنون الجميلة، تُشغل المعارض الصغيرة مع معارض منظمة ومصممة بدقة، وفي كل بلدة تتواجد معارض إقليمية أصغر يظهر فيها الفنانين المحليين في وسائل الإعلام التقليدية والمعاصرة، وتحتوي المعارض الفنية عادة على مزيج من الوسائط وقد حققت محاولات إدخال مفهوم الفن الغربي نجاحًا خارج كوريا في نيويورك وسان فرانسيسكو ولندن وباريس.

## التاريخ
في حين أن هناك تداخلًا بين ثقافات الشرق والغرب عبر طرق الحرير التي حدثت عادة عبر التاريخ، إلا أن شبه جزيرة كوريا اقتصرت على استيعاب التأثيرات الثقافية والفنية من مسافة بعيدة وواسعة فقط حيث عثر على آثار قليلة للثقافة الكورية في مدن آسيا الوسطى. يمكن العثور على دليل عن هذا التملك الثقافي والمادي في العديد من المدافن، بما في ذلك الأحزمة الملتوية ذات التأثير السيكيثي  الزومبي، الأواني الزجاجية الرومانية والجرمانية، الأعمال المعدنية المستوحاة من آسيا الوسطى، وتقنيات الرسم المستوحاة من الصين. والجدير بالذكر أن الزخارف والأنماط والتصاميم من إيران كان لها تأثير خاص على الحرف الكورية. ربما كان التخصيب المتبادل البارز للرموز هو استخدام رأس الأسد، الذي يمثل هرقل، لروؤس تماثيل الوصي البوذي . و بدأ الخبراء بالاعتراف والنظر في ثقافة الفن الفريدة من نوعها في كوريا ودروها الذي لا يقتصر على نقل الثقافة الصينية، بل حتى في استيعاب واستحداث ثقافة فريدة خاصة بها. «الفن الذي وُلد وطورته أمة ما هو ملكٌ لها».

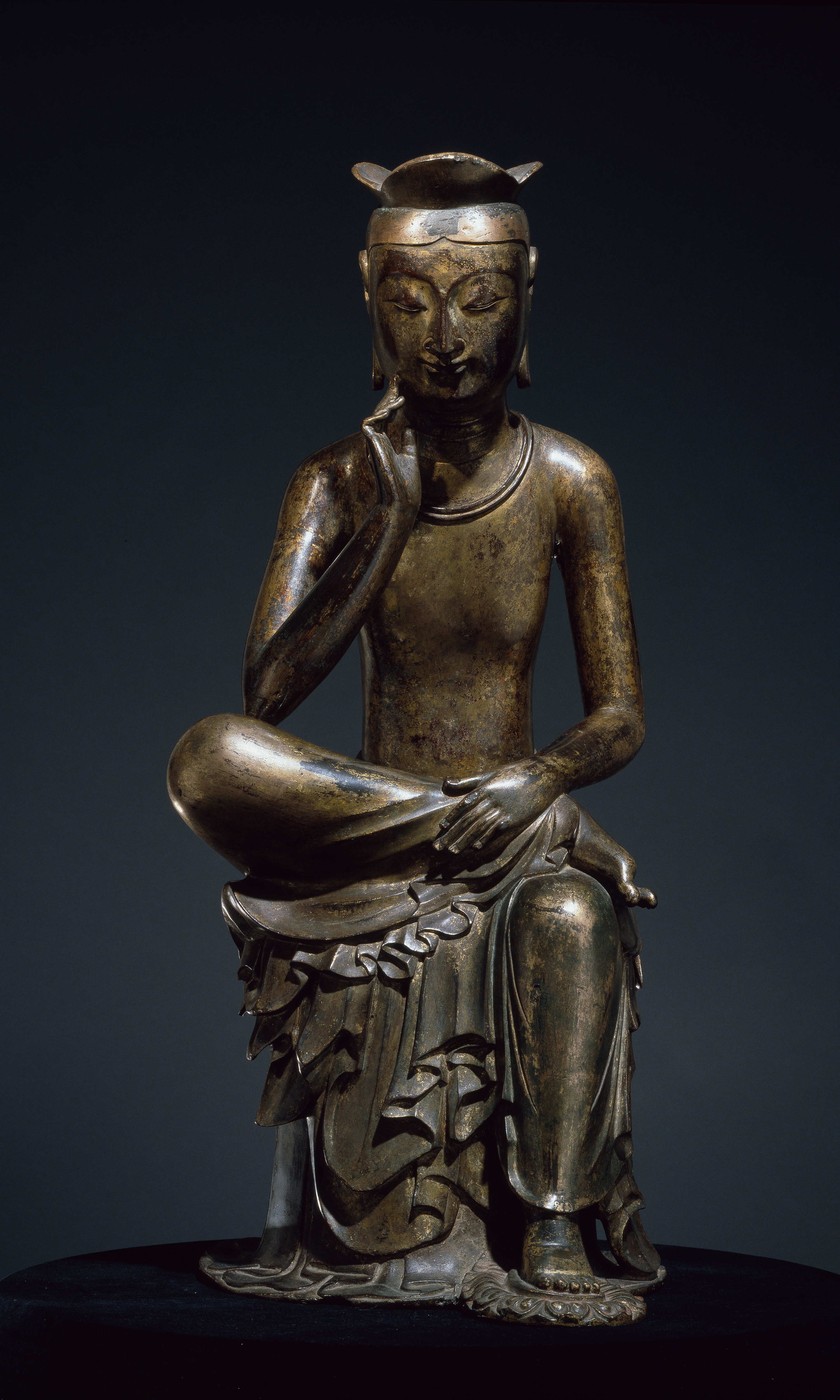
تمثال مايتيريا البرونزي المذهب في حالة تأمل.

### العصر الحجري الحديث

فخار منقوش على شكل مشط.

احتل البشر شبه الجزيرة الكورية منذ 50,000 عام على الأقل. وعُثر على الفخار الذي يعود تاريخه إلى حوالي 7000 سنة قبل الميلاد. كما صنع هذا الفخار من الطين وأُحرق في حفر مفتوحة أو شبه مفتوحة عند درجات حرارة تصل إلى ما يقارب 700 درجة سيلسيوزية. 
كان شكل الفخار الذي يعود تاريخه إلى حوالي 7000 سنة قبل الميلاد مسطح القاع بينما كان (يونغي-مون) مصممًا بتصاميم مريحة وخطوط أفقية مرتفعة وبتصاميم أخرى. 
عادة ما يكون فخار (جيولمون) مخروط القاع ومنقوش على شكل مشط وهذا النوع ظهر في السجل الآثاري منذ ما يقارب 6000 سنة قبل الميلاد. وهذا النوع يشبه التصاميم السيبيرية.
ظهر فخار (مومون) منذ 2000 سنة قبل الميلاد ويتميز بأنه كبير وغير مزخرف ويستخدم في الغالب للطهي والتخزين.
- الزبديات ذات التصميم البارز.

الزبديات ذات التصميم البارز (덧무늬토기 | 隆起文土器), (زبديات منتوءة: 융기문토기) تعود وفقاً لقياسات الكربون المشع إلى 5100 قبل الميلاد. تم إيجاد الزبديات المكشوطة في الطبقات السفلى وتم إثبات عودتها إلى العصر الحجري الحديث المبكر. الزبديات ذات التصميم البارز تتميز ببروز نقوشها بشكل واضح على شكل خطوط على جوانب الزبدية بشكل أفقي أو حتى على شكل سهام.
- عصر فخار منمن المبكر.

يتميز فخار منمن المبكر (이른민무늬토기) بأنه مصنوع من غانغسوك, والميكا, ورمل الكوارتز والتي تخلط لتشكل سطحاً خشناً وقوياً. تتصف هذه الفخاريات برتابتها وهي في كثير من الأحيان تكون بدون نقوش ولكنها أكثر سمكاً بشكل عام. هناك العديد من الزبديات ذات ألوان مختلفة كالبني, والرمادي ولكن لها أحجام مختلفة فمنها الصغير والكبير ولكنها في الواقع متشابهة.
- فخار نولوجغي المطرز.

فخار نولوجغي المطرز (눌러찍기무늬토기), (فخار مختوم: 압인문토기) تم الكشف عن الكثير منه في الساحل الجنوبي لشبه الجزيرة, ومن المفترض أنه تم صنعها بشكل رئيسي في منتصف العصر الحجري الحديث. طريقة صنعها وتزيين شكلها مختلف بدرجة كبيرة جداً. يتم صنعها عن طريق الضغط على الجزء الخارج منها عبر وضعه بين الإبهام والسبابة لابعاد الجزء الجاحظ وتطوير الرسوم المنقوشة, يتم نحتها والرسم عليها عن طريق تجميع عظام الحيوانات وسحقها ودمجها مع الفخار, ويتم استخدام أداة صغيرة لإنهاء الشكل وهي نفسها الأداة التي تساهم في رسم النقوش.

### العصر البرونزي
بدأ استيراد المنتجات البرونزية في كوريا بين عامي 2000 و300 قبل الميلاد. وعندما أثبت الكوريون وجود نسبة فريدة من الزنك في البرونز بحلول القرن السابع قبل الميلاد أُسست ثقافة برونزية محلية في كوريا. وكانت من المواد المصنعة ذلك الوقت الأسلحة مثل السيوف والخناجر ورؤوس الحراب. وكذلك أيضًا مواد الطقوس مثل المرايات والأجراس والخشيش. ودُفنت هذه المواد في المناطير (الدولمن) مع نخبة المواد الثقافية. كما بُدئ في إنشاء الأواني الحديدية الحمراء في حوالي القران السادس. وغُثر أيضًا في المناطيرعلى خرزات على شكل فاصلة مصنوعة من النفريت ومعروفة باسم (كوكّوك) وقد تكون منقوشة لتحاكي مخالب الدب. وتعتبر الرسومات الصخرية للحيوانات التي تعرض مسار الحياة على شكل الأشعة السينية للفن السيبيري مثالًا على التأثير السيبيري.

### العصر الحديدي
بدأ العصر الحديدي في كوريا حوالي 300 سنة قبل الميلاد. وكانت قيمة الحديد الكوري عالية تحت القيادات الصينية وفي اليابان. وتقدم الحديد الكوري مع بداية عجلة الخزاف وأفران الاحتراق.تميز العصر الحديدي بتطور صناعة الحديد أكثر من الصناعات المعدنية الأخرى، حيث أن تطور عملية صهر وتشكيل الحديد وتوافر مصادر إنتاج الحديد جعلت منه يتفوق على البرونز كما جعلته أرخص ثمنا. مما أدى إلى استبدال البرونز بالحديد في معظم الصناعات.

### الممالك الثلاث
بدأت هذه الفترة من 57 سنة قبل الميلاد إلى 668 سنة بعد الميلاد حيث تنافست خلالها ثلاث ممالك كورية للسيطرة على شبه الجزيرة وهي غوغوريو وبايكجي وشلّا.والتي سيطرت على شبه جزيرة كوريا وأجزاء من منشوريا في الألفية الأولى. يبدأ العصر من سنة 57 ميلادي حتى استطاعت شلا في سنة 668 احتلال غوغوريو. بعد ذلك ظهرتفترة دولتي الشمال والجنوب (شلا الموحدة في الجنوب وبالهاي في الشمال).

#### غوغوريو
أدخل المبشرون البوذييون البوذية إلى غوغوريو عام 372م، حيث غطت بعدها الأجزاء الوسطى والجنوبية من منشوريا والنصف الشمالي من كوريا في وقتنا الحالي. وبدأ ملوك غوغوريو مع تغلغل البوذية في الثقافة باعتماد الفن والعمارة المكرسين لبوذا. وتعتبر جداريات المقابر من الجوانب البارزة في فن غوغوريو وهي تصور بوضوح الحياة اليومية في المملكة القديمة وثقافتها. عينت اليونيسكو مجمع مقابر غوغوريو كموقع للتراث العالمي. كما ألهمت لوحة غوغوريو لصنع أعمال مشابهة في أجزاء أخرى من شرق آسيا مثل اليابان. ويمكن رؤية ذلك في حائط جداريات هوريو-جي التي تُظهر تأثير غوغوريو عليها. وامتدت هذه الجدارية أيضًا إلى المملكتين الأخريتين. وتكشف هذه اللوحات الجدارية دلالات قيمة حول مملكة غوغوريو بما في ذلك أهمية البوذية والعمارة والملابس التي ارتداها الناس عادةً في ذلك الوقت. وكانت هذه الجداريات أيضًا بدايةً للوحات المناظر الطبيعية وصور البوتريه الكورية. ولكن كنوز تلك المقابر نُهبت بسبب سهولة الوصول إليها وتُرك القليل جدًا من التحف المجسمة.

#### بايكجي

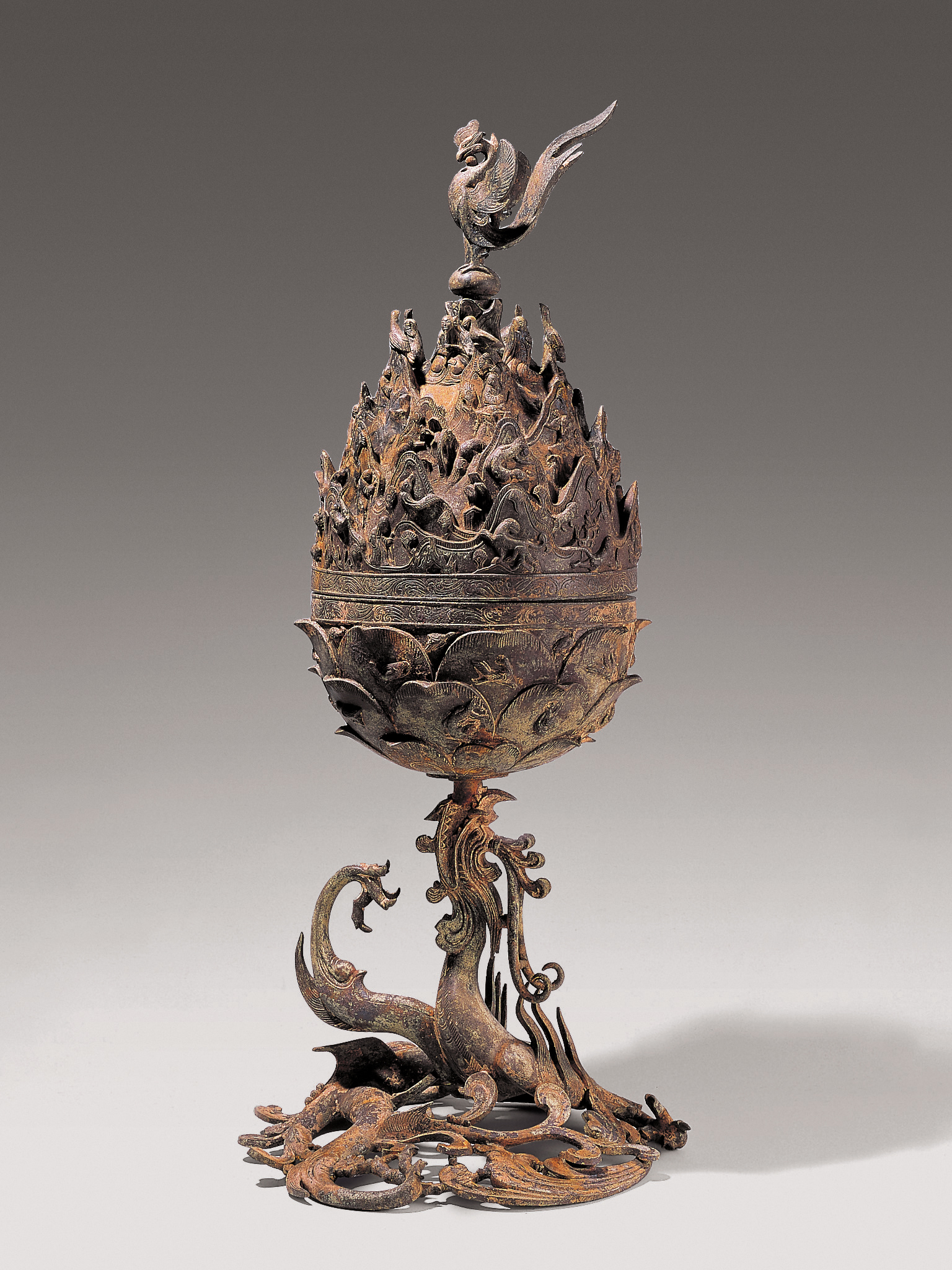
مبخرة برونزية مذهبة من بايكجي.

تعد بايكجي أو (بايكتشي) المملكة ذات أعظم فن بين المماليك الثلاث. وقد كانت في جنوب غرب كوريا وتأثرت بالسلالات الجنوبية الصينية مثل سلالة ليانغ. وكانت أيضًا واحدة من الممالك التي أدخلت تأثير كوري كبير في فن اليابان خلال هذه الفترة الزمنية.
تتسم منحوتة بايكجي البوذية بطبيعتها ودفئها ونسبها المتناغمة التي تظهر أسلوبًا كوريًا فريد. ومثالاً آخر على التأثير الكوري هو استخدام «ابتسامة بايكجي» المميزة، وهي ابتسامة غامضة وفريدة من نوعها تميز عددًا من تماثيل بايكجي. بينما لا توجد أمثلة حية على العمارة الخشبية، يحمل موقع ميروكسا الحجر الأساس لمعبد مدمر واثنين من الباغودات (المعابد البوذية) الجرانيتية الباقية والتي تظُهر ما قد تبدو عليه بايكجي. ويمكن الحصول على مثال على العمارة من معبد هوريو-جي لأن معماريو وحِرفيّو بايكجي ساعدوا في تصميم وبناء المعبد الأصلي. 
احتوى قبر الملك موريونق على كنز دفين من المصنوعات اليدوية التي لم ينهبها اللصوص. وكان من بين تلك الأشياء دبابيس ذهبية مثل اللهب وأطوق برونزية مذهبة وأحزمة ذهبية (رمز الملوك) وسيوف برؤوس ذهبية وبأشكال تنانين وطائر العنقاء.

#### شلّا

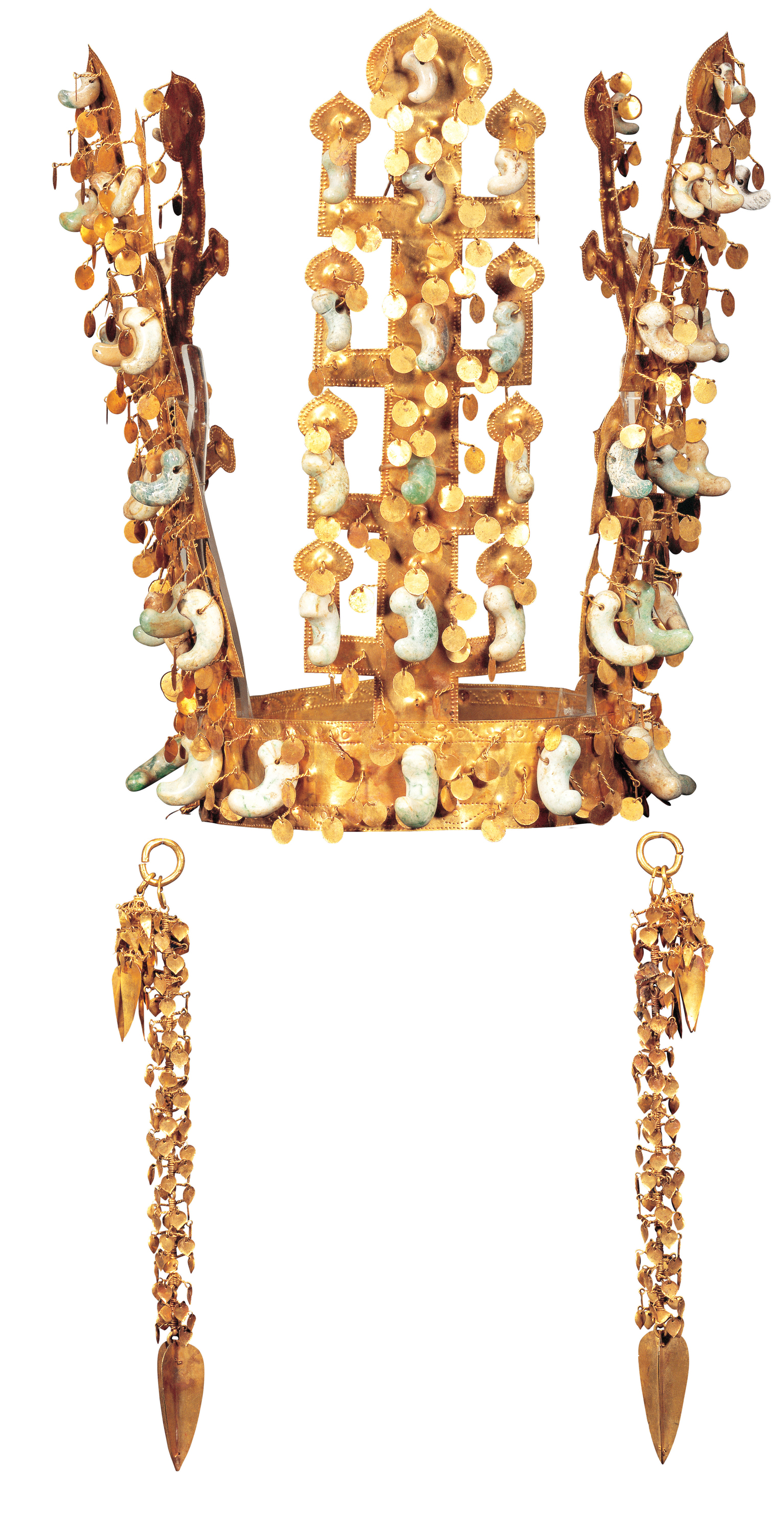
تاج شلّا الذهبي.

كانت مملكة شلّا المملكة الأكثر عزلة عن شبه الجزيرة الكورية لأنها تقع في الجزء الجنوبي الشرقي من شبه الجزيرة الكورية. وكانت هي الأخيرة التي اعتمدت البوذية والتأثيرات الثقافية والأجنبية.
كان من غير الممكن الوصول إلى قبور شلّا بالرغم من أن العديد من الأمثلة على الفن الكوري تأتي من هذه المملكة. واشتهر حرفي شلّا بقدرتهم على صياغة الذهب التي تشابه تقنيات إتروسكاناند الإغريقية مثل الأقراط والتيجان الذهبية. ويعتقد الكثيرون أن طريق الحرير ذهب إلى كوريا بشكل كامل بسبب القطع الذهبية لشلّا الموجودة في المقابر الملكية والتي تشابه التقنيات الأوروبية بجانب الزجاج والخرز الذي يصور الأشخاص ذوي العيون الزرقاء. وتعتبر التيجان الذهبية أبرز شيء في فن شلّا وهي مصنوعة من الذهب الخالص ولها زخارف شبيهة بالقرن توحي بالتقاليد السيبيرية والشامانية الكورية.

#### غايا
كان حلف غايا مجموعة من مدن الدول التي لم تتحد في مملكة مركزية. وقذ تشاركت في العديد من أوجه التشابه في فنها مثل التيجان ذات النتوءات التي تشبه الشجر والتي تُرى في بايكجي وشلّا. كما أن عددًا من المصنوعات اليدوية المستخرجة في قبة غايا هي مصنوعات يدوية مرتبطة بالخيول مثل الركائب والسروج ودرع الحصان. وكانت الأواني الحديدية في هذه الفترة هي الأفضل من أي عصر.

#### دولتا الشمال والجنوب
دولتا الشمال والجنوب هي فترة تاريخية بدأت في سنة 698 عندما قامت مملكة شلا بتوحيد ممالك كوريا الثلاث ثم نشأت مملكة بالهاي في الشمال، واستمرت هذه الفترة حتى سنة 926، وقد حكمت مملكة شلا اللاحقة في هذه الفترة في الجنوبِ أغلبَ شبه الجزيرة الكورية وحكمت مملكة بالهاي في الشمالِ الأراضيَ الشمالية من شبه الجزيرة الكورية واستحوذت أيضاً على أراضي مملكة غوغوريوالسابقة.
تشير فترة دول الشمال والجنوب (698-926) قبل الميلاد إلى الفترة من التاريخ الكوري عندما تواجدت شلّا وبالهي على التوا

#### شلّا الموحدة
كانت فترة شلّا الموحدة هي فترة المخرجات الفنية الكبيرة في كوريا وخصوصًا الفن البوذي. وتتضمن الأمثلة على ذلك كهف سيوكغورام ومعبد بولغوكسا، واثنين من الباغودات، ويعتبر كهفي سيوكغاتاب ودابوتاب أمثلة فريدة على العمارة والبراعة الفنية. وكذلك أنشأ الحرفيون أجراس معابد ضخمة ومزارات وتماثيل. وكانت عاصمة شلّا الموحدة تسمى «مدينة الذهب» لاستخدام الذهب في عدد من الأغراض الفنية.

#### بالهي
يمكن إيجاد الطبيعية المركبة لفن للحد الجنوبي من مملكة بالهي في قبري أميرتي بالهي حيث يظهر فيهما الأرستقراطيين والموسيقيين وخادمات شعب بالهي. وقد صوروا في قبر الأميرة جيونق-هيو ابنة الملك مون (737-793) وهو الملك الثالث للمملكة. وقد عرضت الجداريات صورة شعب بالهي على أتم وجه. 

### سلالة غوريو

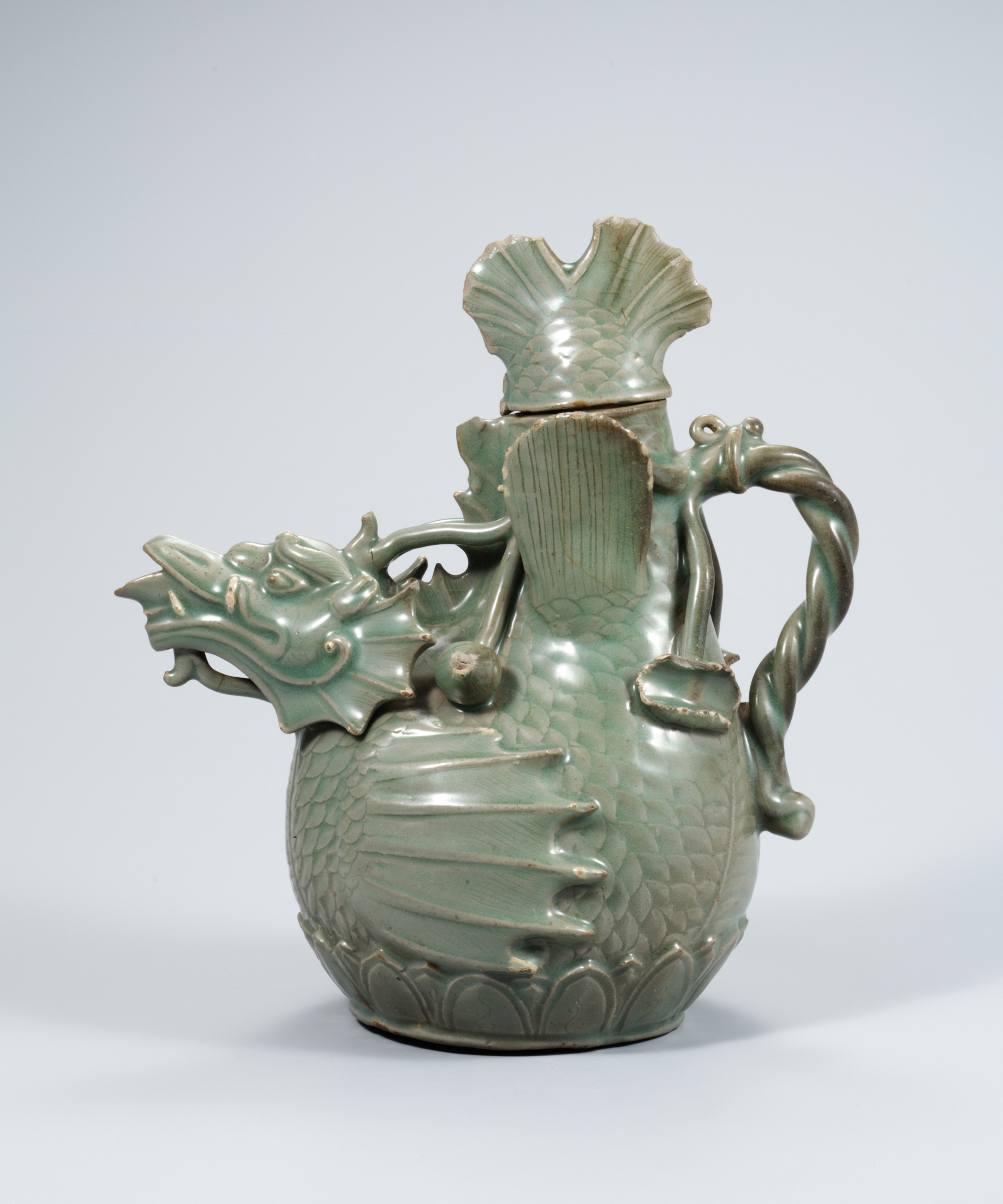
إبريق سيلادون على شكل تنين.

استمرت فترة حكم مملكة غوريو من عام 918م حتى عام 1392م. وكان فخار سيلادون الكوري الذي أنتجه حرفيو غورويو من حوالي 1050م إلى 1250م هو الفن الأكثر شهرة. ابتكر الخزّافون الكوريون أسلوبهم الفريد والخاص في صناعة الفخار بينما نشأ السيلادون في الصين. وكان ذلك الفخار ذو قيمة كبيرة لدرجة أن الصينيين اعتبروه "" وواحد من «أفضل 12 شيئا في العالم».
كان للسيلادون الكوري طبقةً ملساء فريدة من نوعها تعرف بلون طائر الرفراف وهي عبارة عن طبقة زرقاء وخضراء تستند إلى الحديد وتنتج عن طريق الأكسجين في الفرن. ويعرض السيلادون الكوري أشكالًا عضوية ونمطًا انسيابيًا حرًا مثل القطع التي تُصنع لتبدو كالأسماك والشمام وأشكال حيوانات أخرى. كما اخترع الكوريون تقنية مطعّمة تعرف باسم سانجام حيث كان الخزّافون ينقشون الفخار شبه المجفف مع التصاميم ومواد المكان داخل الزينة على الطين الأسود والأبيض.

### سلالة جوسون

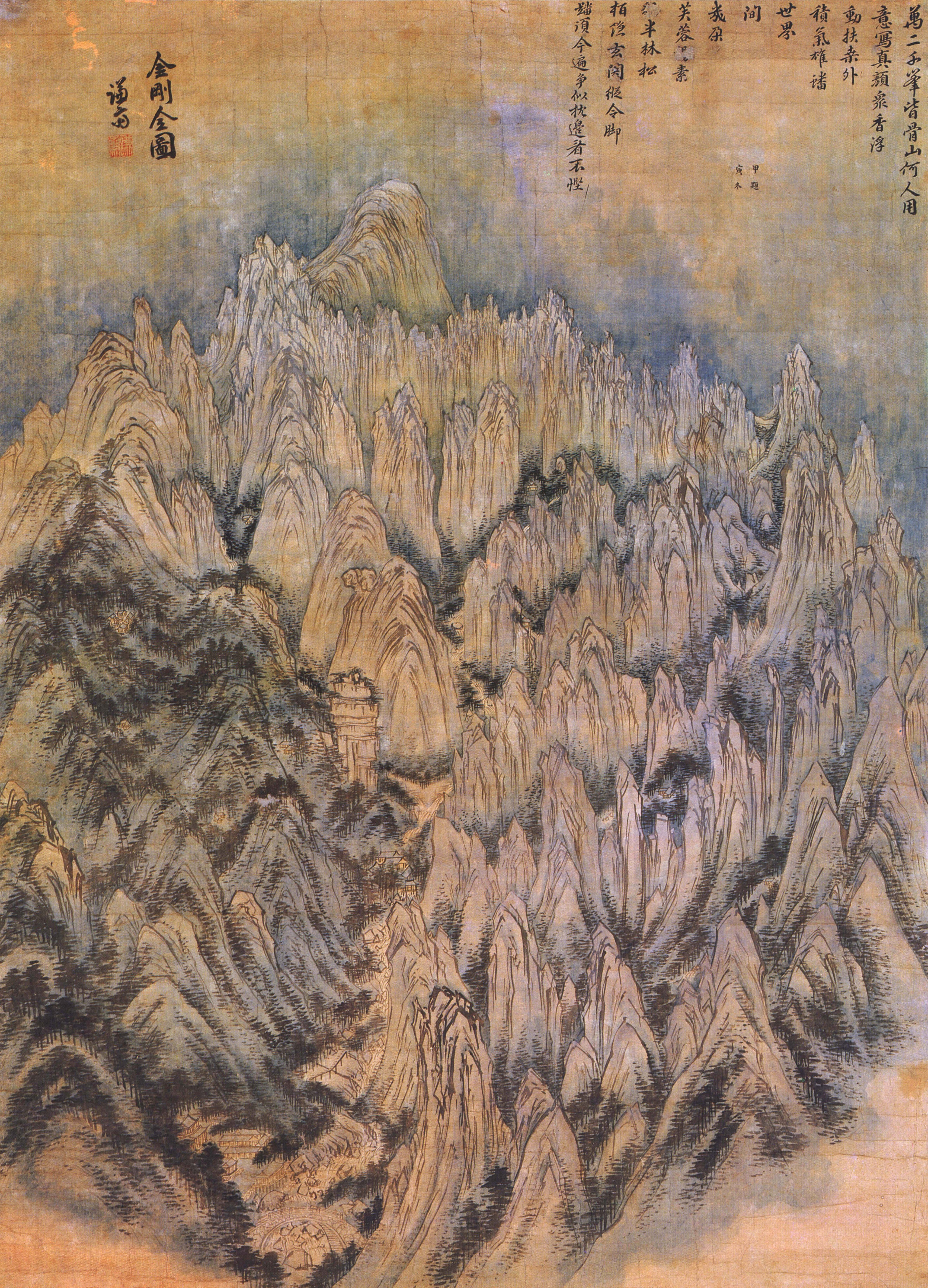
- منظر عام لجبل غيومغانغ لجيونق سيون.

حل تأثير الكونفيوشيوسية محل البوذية في هذه الفترة ولكن مع ذلك بقت العناصر البوذية ولم تفقد أهميتها بل استمرت ودُعمت ولكن ليس من مراكز الفن الإمبراطوري أو قبولًا علنيًا من سلالة جوسون الحاكمة. لقد أعطيت بساطة الفن البوذي تقديرًا كبيرًا في البيوت الخاصة وفي القصور الصيفية لملوك مملكة جوسون برغم أنه لم ينظر إليه كفن موثق.
تطورت أنماط غوريو في الوقت الذي بدأت فيه سلالة جوسون تحت رعاية عسكرية، وكانت الأيقونات البوذية كالخيزران والسحلية والبرقوق والأقحوان ورموز الحظ المعقودة لا تزال جزءًا من اللوحات الفنية. ولم يحدث أي تغيير في الألون والأشكال. كما بقي الحكام بعيدًا عن مراسيم الفن. واستمرت نماذج مينق والتقنيات المستوردة في أعمال السلالة الحاكمة المثالية.
انتقلت أنماط الرسم في منتصف السلالة إلى الواقعية. وبدأ نمط الرسم الوطني للمناظر الطبيعية ويسمى «العرض الحقيقي». وكان قد انتقل من النمط الصيني التقليدي للمناظر الطبيعية بشكل عام إلى رسم أماكن معينة بدقة. كان ذلك الأسلوب عمليًا بما يكفي لينشأ ويُدعم كنمط موحد في الرسم الكوري
يعتبر أواخر عصر سلالة جوسون هو العصر الذهبي للرسم الكوري. وهو يتصادف مع صدمة انهيار روابط مينغ مع دخول أمبراطوري مانشو في الصين، وإجبار الفناننين الكوريين على بناء نماذج فنية جديدة تعتمد على القومية وعلى البحث الداخلي لمواضيع كورية معينة. وفي هذا الوقت توقفت الصين تأثيرها البارز فأخذ الفن الكوري مساره الخاص وأصبح أكثر تميزًا. كما ازدهرت أنواع جديدة من الرسوم الكورية مثل رسومات الكتب (تشيكقيوري) ورسومات الحروف (مونجادو). وهذا يكشف الافتتان بالكتب والتعلم في القافة الكورية. وقد ظهر أيضًا خلال هذه الفترة الفن الشعبي الملقب بمينهوا.

## الفنون البصرية الأخرى
يتميز الفن الكوري بالتحولات في الديانات الرئيسية في نفس الوقت: الفن الشاماني الكوري المبكر ثم الفن البوذي الكوري والفن الكونفوشيوسي الكوري، وهي من خلال أشكال مختلفة من الفنون الغربية في القرن العشرين.
كانت الأعمال الفنية في المعادن واليشم والخيزران والمنسوجات ذات انتعاش محدود. وقد حاولت الحكومة الكورية تشجيع الحفاظ على الاستمرارية الثقافية من خلال تقديم الجوائز ومن خلال المنح الدراسية لأصغر الطلاب سنًا في أندر أشكال الفن الكوري.

### الخط والرسم
```
انظر أيضًا: الخط الكوري
```

لوحة في عصر الطقس البارد ل كيم جيونق هوي.

ينظر إلى الخط الكوري باعتباره فنًا حيث تكشف ضربات الفرشات شخصية الفنان في تعزيز موضوع رسمه. ويمثل شكل الفن هذا قمة الفن الكونفوشيوسي الكوري.
لفنون النسيج الكوري تاريخ طويل وهو يشمل التطريز الكوري في الأزياء وفي العقدة الكورية التي مثلتها أعمال تشوي اون سون أحسن تمثيل. وهي تستخدم في الأزياء والزينة على الجدران. وتعتبر أقل مهارات النسيج شهرة كما هو موضح في الفنون النادرة. ولا يوجد تقليد حقيقي للسجاد الكوري على الرغم من أن بطانية وأغطية السرج نادرة جدًا ومصنوعة من صوف مصبوغ بشكل طبيعي. وُرّد سجاد التنين الإمبراطوري وسجاد النمر للقضاة والحكام والجينرالات. كما تم استيراد غطاء كرسي أصغر من الصين ويكون عادةً أصفرًا أو أحمر. وإن كان هناك سجادات إمبراطورية باقية فهي قليلة ونسّاجو سجادات البلدة غير موجودين. 
يتضمن الفن الورقي الكوري جميع أنواع الورق اليدوي (هانجي) ويستخدم للأغراض المعمارية مثل شاشات النوافذ وأغطية اأرضيات وللطباعة والأعمال الفنية والفنون المطوية الكورية مثل مراوح الورق والأرقام الورقية، وكطلك الملابس الورقية الكورية التي يقام لها عرض أزياء سنوي في مدينة جيونجو لجذب العالم.
اكتشف الورق الكوري في الستينات عندما أعيد تشكيل مجمع معبد بولغوكسا في مدينة جيونجو. وتحول تاريخ الوثائق البوذية إلى تقويم غربي يبلغ 751 عام. وأشير إلى أن الإدعاء بأن الورق الكوري يستطيع البقاء لألف سنة قد أثبت، ولكن مع ذلك فإن القليل من الفن الورقي الكوري قد بقي ولكن فنانو الورق المعاصرين نشطين.

### الرسم
انظر أيضًا: الرسم الكوري

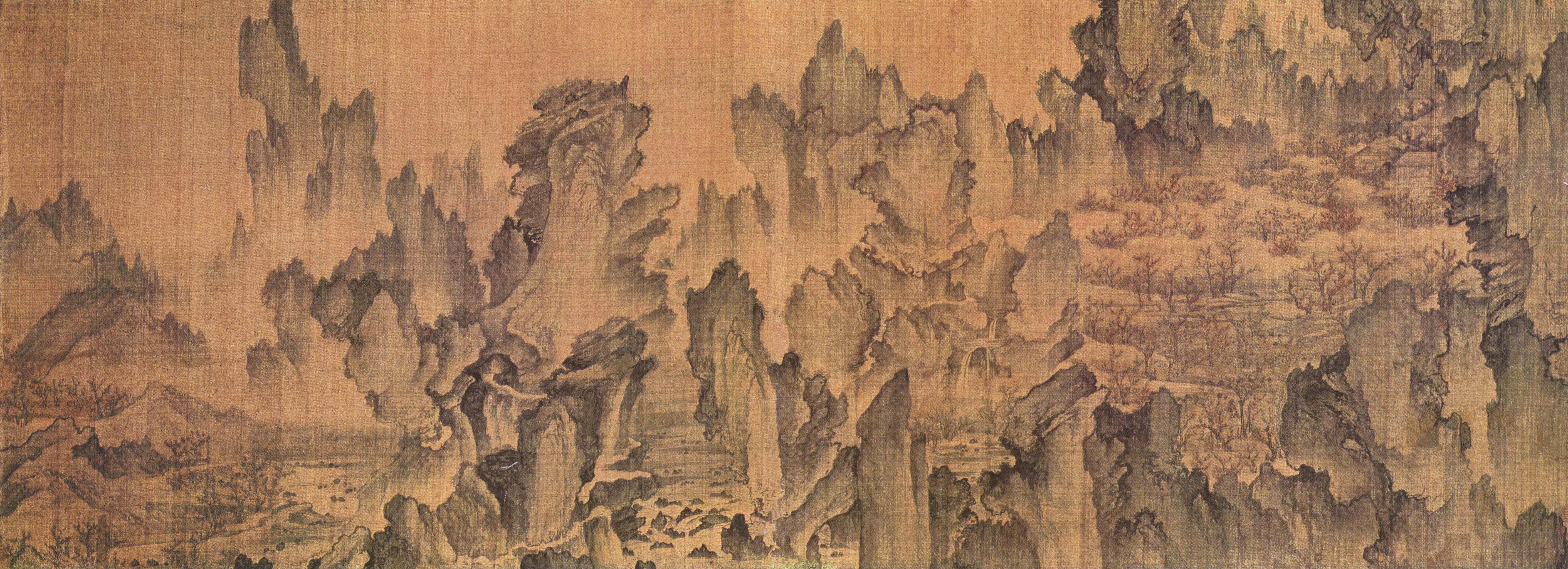
رحلة الأحلام إلى بلاد زهرة الخوخ آن قيون.

كان الرسم بالنسبة للكثير الأسبق ضمن وسائل الإعلام الفنية الأخرى في أغلب القرن العشرين. وبدايةً من الثلاثينات اتخذ التجريد أهميةً خاصة. كما بدأ الفنانون أمثال كون يونغ وو منذ منتصف الستينات استخدم الطلاء والقماش المبلل وأقلام الرصاص والورق الممزق، ومن ناحية أخرى تلاعب بمواد الرسم لتحدي الأفكار المسبقة لرسامي الحبر (تونغيانغ هواغا) أو لرسامي الزيت (سويانق هواغا) وهما الفئتين الذين يدخل ضمنهم معظم الفنانين. وفي السبعينات والثمانينات من القرن العشرين أصبحت هذه التحديات في النهاية الأساس لدانسايكهوا أو اللوحة الكورية الأحادية اللون وهي واحدة من أنجح الحركات الفنية وأكثرها إثارةً للجدل في القرن العشرين في كوريا. وهي تعني حرفيًا «اللوحة الأحادية اللون». وقد روج لأعمال فنانين مثل ها تشونغ هيون وبارك سيو بو ولي اوفان ويون هيونغ كيون وتشوي ميونغ يونغ وكيم غويلين ولي دونغ يوب في سيول وطوكيو وباريس. كما نما تانسيكهوا ليكون الوجه الدولي للفن الكوري المعاصر وحجر الأساس للفن الآسيوي المعاصر. 
تتطلب بعض الرسومات الكورية المعاصرة فهمًا للسيراميك والفخار الكوري لأن الزخارف الزجاجية المستخدمة في هذه الأعمال وقوام الزخارف يجعلون الفن الكوري ضمن تقاليد الخزف الكوري أكثر من التقاليد الفنية الغربية حتى لو كان يبدو أن أصل الموضوعات غربي. كما أن ضربات الفرشاة أكثر أهمية في الفن الكوري من أهميتها للفنان الغربي، فاللوحات يحكم عليها بناءًا على ضربات الفرشاة غالبًا وليس من التقنيات الأصلية. 
اُنتخب الفنان المعاصر سوه يونغ سون والذي يحظى بتقدير كبير «كالفنان الكوري لعام 2009». وهو يقوم بعمل لوحات ذات ضربات فرشاة ثقيلة ويظهر موضوعات مثل التاريخ الكوري والمشاهد الحضرية خصوصًا في المدن الغربية مثل نيويورك وبرلين. وتعتبر أعماله الفنية مثالًا جيدًا للجمع بين الموضوعات الكورية والغربية وأسلوب الرسم. والفنانون الكوريون الذين يجمعون بين تقاليد اللوحات الغربية والكورية الحديثة هم اوه يونغ جون وكيم تشون سو. وعلى الرغم من وجود دراسات نادرة فقط حول الجماليات الكورية. إلا أن هناك مكانًا لبداية فهم كيف طور الفن الكوري الجماليات في الفلسفة الكورية والمقالات المرتبطة بالبوذية الكورية والكونفوشيوسية الكورية. 

### كوريا الشمالية

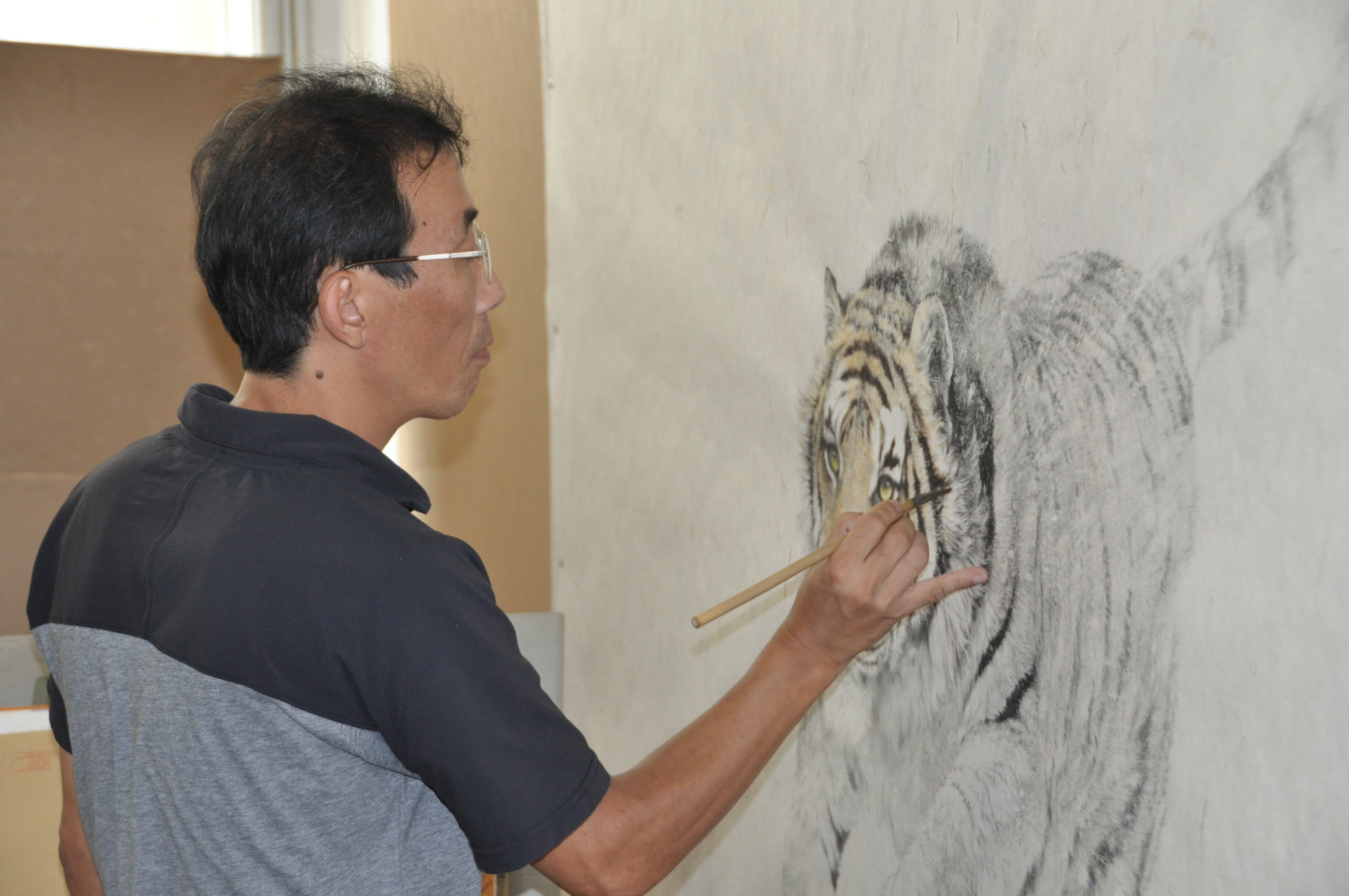
فنان يلون من استوديو مانسودي للفن. - نجحت خاصيات الشيوعية في كوريا الشمالية في إعادة تنشيط الموضوعات والتقنيات القديمة ذات البعد القومي.

خلال حكم كيم إيل سونغ كان يسمح فقط بالرسم الواقعي الاشتراكي وكانت ملصقات الدعايات هي مخزون الفنون البصرية الكورية الشمالية. وبعد وفاة إيل سونغ في عام 1994 خُففت التوجيهات المتعلقة بالرسم تحت حكم كيم جونق إيل وألغيت في بعض الأحيان بالكامل. كما ارتفعت أشكال فنية جديدة بما في ذلك نوع من الانطباعية الخاصة بكوريا الشمالية لتكون مع الملصقات. 
تشاهد أشكال الفن غير الواقعية والاشتراكية بشكل خاص في الأفلام الوطنية التي هيمنت على على تلك الثقافة من عام 1949 إلى عام 1994وكذلك الهندسة المعاد تنشيطها وفن الخط وعمل النسيج واللوحات التقليدية الجديدة مذ عام 1994 حتى الآن. وكان التأثير على الملصقات الثورية والطباعة الحجرية والأفلام الدرامية والوثائقية واللوحات الواقعية والهندسة المعمارية الضخمة وأخيرًا في الفخار المنزلي والسيراميك وأعمال التطريز اتي يمكن تصديرها والحرف البصرية. كان الفن الرياضي والملصقات الثورية المشحونة سياسيًا هما الأكثر تطورًا وتحصيلًا دوليًا من قبل دور المزادات وجامعي التخصصات. 
يشمل الرسامون الكوريين الشماليون الذين هربوا إلى الولايات المتحدة في أواخر الخمسينات من القرن الماضي الأخوات فوهانغ. دوك سون فوهانغ وتشونغ سوون فوهانغ أودوير يتفادون التصريحات السياسية لصالح المناظر الطبيعية الصاخبة ومن أجل بناء جسر يجمع تقنيات الرسم في الغرب والشرق الأقصى. ويشتهر الرسامون الكوريون الشماليون بمهارتهم ويعمل المنجذبين إلى كوريا الجنوبية غالبًا كفنانين هناك. 

### التصوير الفوتوغرافي والسينما
مقالة رئيسية: السينما الكورية

## السيراميك والنحت

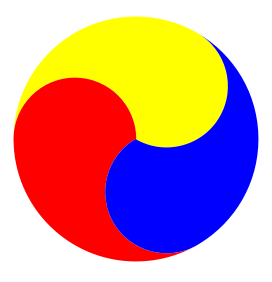
علم تايغوك ذو الثلاثة ألوان

يعتبر الفخار الكوري هو الفن الأقدم والأكثر شهرة في كوريا، وهو مرتبط بشكل وثيق بالسيراميك الكوري الذي يمثل أعمال البلاط والجداريات الخزفية بالكامل والعناصر المعمارية.
- الفن البرنوزي الكوري ممثلًا في أعمال كيم جونغ داي خبير اليوندو أو مرآة البرونز، ويي بونغ جو الذي يعمل في الأجهزة العمدنية المطروقة.
- الفن الفضة الكوري ممثلًا في أعمال كيم تشول جو في أواني فضية دائرية.
- نحت اليشم الكوري ممثلًا في أعمال الفنان جانغ جو في أسلوب إمبراطورية جوسون، وهي أعمال عقدة اليشم المعقدة والزخارف البوذية والغروتيسك الشاماني.
- نسج العشب الكوري ممثلًا في أعمال الفنان يي سانغ جاي في الأواني المصنوعة من نسيج () الأسطورية.
- باروغراف الخيزران الكوري ممثلً في أعمال كيم جي تشان في العمل الفني الفريد الذي ينطوي على حرق بأنماط على أواني الخيزران الدائرية.
- عمل شريط من الخيزران ممثلًا في أعمال سيو هان جيو (نسيج تشيسانغ) ويي جي دونق (مراوح الخيزران).
- الترصيع بقرن الثور الكوري ممثلًا بأعمال يي جاي مان في صندوق تخزينه الصغير وهدايا الأثاث.
- نسيج الستائر الكوري ممثلًا بأعمال فنان الجيل السابع جو داي يونغ وانتقلت من خلال الفائزين في مسابقات جوسون الحرفية جو سيونغ يون وجو جاي غيو وجو راك سين الذي صنع أول قطعه الفنية للملك تشيولجونغ. وحصل العمل الفني المعروف باسم ستائر تونغيونغ على المزيد من الصيت عندما عينت الحكومة جو داي يونغ في منصب الحرفي الرئيس لنسيج الخيزران (يومجانغ) وجعلت أعماله كملكية ثقافية غير ملموسة بموجب البند رقم 114 وبعمر 51 وبذلك تكون أصغر ممتلكات البشر الثقافية في الجمهورية.
- نحت الخشب الكوري ممثلًا في أعمال بارك تشان سو ويعد جزءًا من النحت الكوري.

## العمارة والتصميم الداخلي
انظر أيضًا: العمارة الكورية، الحدائق الكورية، ترتيب الأزهار الكوري  
هناك تقليد قديم مرتبط بالقصور للحدائق الكورية. وغالبًا ما تكون أصول النماذج من الأيدوغرامات المبكرة. وتعتبر الأنماط الهندسية والأشكال النباتية والحيوانية والطبيعية هي الأنماط الأربعة الأساسية. وتتضمن الأنماط الهندسية المثلثات والمربعات وشكل الألماس والتعرجات والشبكة الشعرية وشكل (فريتس) واللوالب والدوائر والشكل البيضاوي والدوائر المتداخلة. وتتميز المنحوتات الصخرية ي العصر الحجري بتصاميم حيوانية من أجل الارتباط بأنشطة جمع الطعام. كما وجدت هذه الأنماط على أبواب المعابد والأضرحة والملابس والأثاث والأغراض اليومية مثل المراوح والملاعق.

## الفنون الأدائية
تسرد القصص الكورية في الفنون الأدائية بالطرق الشامانية الشعائرية في كلّا من أغانى علماء اليانغ بان وفي مزيج الفنون البصرية والفنون المسرحية التي تعتبر أكثر كثافة وسلاسة مما هي عليه في الغرب.
عُرضت الفنون المسرحية على النقوش الصخرية وفي القطع الفخارية وكذلك في اللوحات الجدارية في المقابر. كما استخدمت الأقنعة الكورية والأزياء ذات العقد الكورية والتطريز الكوري وتداخلات الفن الكوري مع فنون أخرى.
تعتبر بعض الرقصات الخاصة قطع فنية مهمة من التراث الثقافي، ولطالما ارتبطت الفنون الأدائية بفنون النسيج. وهذا لم يكن فقط في صناعة الملابس بل حتى في الستائر المنسوجة خلف المسرحيات، أو الحلي المنسوجة أو المطرزة أو المعقودة للإشارة إلى الرتبة أو الموقع أو التعويذة الشامانية وغير ذلك من الأشكال.
وقسمت الفنون الأدائية تاريخيًا إلى فنون خاصة للنساء بأزياء خاصة مثل الرقص، وتلك التي يقوم بها الرجال بأزياء خاصة مثل رواية القصص. وقد كانت تؤدى كمجموعة من كل الجنسين ولكن مع مرور الوقت انخفض عدد النساء فأصبح ممكنًا للرجال أن يكونوا مرفهين للعامة. 

### مراسم الشاي
تقام مراسم الشاي الكوري في بيت الشاي الكوري الذي يتميز بعمارته. وتكون غالبًا في الحدائق الكورية حيث يقدم بطريقة محادثة شعائرية وشعر رسمي على مخطوطات جدارية مع فخار كوري وأزياء كورية تقليدية. وتكون البيئة نفسها عبارة عن سلسلة من الأحداث المتدفقة بشكل طبيعي بحيث توفر تجربة ثقافية وفنية.

### الفنون الغنائية والمسرح
إن مهارة فناني الأداء المعاصرين تأخذ حيزًا في تاريخ موسيقي طويل؛ فقد حظوا باعتراف كبير في الخارج خاصةً في الآلات الوترية وكقائدين للفرقة الموسيقية أو كأوبراليي السوبرانو والميوزو. 
تنقسم الموسيقى الكورية بشكل عام في الأوقات المعاصرة من حيث الجماهير بنفس تقسيم الغرب. ويعتمد التقسيم على أساس العمر والمدينة (كلاسيكي والبوب والتكنو والهيب-هوب وموسيقى الجاز والتقليدية) والأقسام الإقليمية (شعبية والريف وتقليدية وكلاسيكية وروك). وتعد تأثيرات الموسيقى العالمية قوية جدًا إقليميًا بعد اكتساب الآلات الموسيقية التقليدية الشهرة مرة أخرى. وقد أجبر التنافس على السياح مع الصين الكوريين على إبداء مزيد من الاهتمام للموسيقى الكورية التقليدية لتمييزها عن الشرق والغرب. 
ويثمن دار أوبرا سيول الجديد والذي سُمح بأن يكون المركز للأوبرا الكورية بثلاث مئة مليون دولار. وهو يقع في جزيرة على نهر الهان. وتعد الأوبرا الكورية وموسم الأوبرا الغربي الذي أعيد تطويره بالكامل ومدرسة الأوبرا هم التركيز الحالي مقارنة بدار بيجينغ للأوبرا الغربية في الشرق الأقصى. 
يعود تاريخ موسيقى البلاط الكورية إلى شلّا حيث كانت تعزف موسيقى تانغ. ولاحقًا ألهمت سلالة سونغ أغنية (A-ak) وهي نسخة كورية عُزفت على الآلات الصينية في عصر جوسون. وأعيد صنع هذه الموسيقى في سيول تحت رعاية مؤسسة كوريا والمركز الوطني للفنون الأدائية الكورية (NCKTPA).
يظهر موسيقيو المحكمة في الزي التقليدي محافظين على وضعية رسمية مناسبة وصلبة، ويعزفون آلات موسيقية ذات خمس أوتار. ومن خلال تدريس مبادئ «ييك ساسانغ» للكونفوشيوسية، فإن كمال النغمة والفضاء السمعي يجب أن يكون في المقدمة قبل النفعالات الخشنة. ومن الأعمال الشهيرة لموسيقى المحكمة هو عمل جونغميو جيرياك المعين من التراث الثقافي العالمي (اليونسكو)، وتايبيونغمو وتشيونغمو سوجيتشيون.
الموسيقى الشعبية الكورية أو بانسوري هي الأساس الذي تنشأ منه معظم الموسيقى الجديدة بشكل بسيط ومتناغم.
تعتبر المسرحيات الموسيقية ابتكارًا حديثًا، وشجع وجودها نجاح إحياء برودواي مثل شوبوت أو الإنتاجات الحالية مثل المسرحية الموسيقية عن الملكة مين والتي قامت بجولات عالمية. ويوجد سوابق لمسرحية الرقص الموسيقية الشعبية في غاموغوك وهي مشهورة في زمن غوريو ومع حفلات إحياء موسيقى القرن الواحد والعشرين التي قامت بجولات عالمية. 
يمتلك تصميم منصة المسرح تاريخًا طويلًا ودائما ما أخذ إلهامه من المناظر الطبيعية بدايةً من المسرح في الهواء الطلق ومن ثم باستبدال ذلك بشاشات في منصات الشعائر والمسرحيات في البلاط والمعبد. وهناك عدد قليل من الكتب –إن وجدت- في هذه المنطقة المثيرة للاهتمام. والقاعدة الأساسية هناك أن التصاميم لديها مساحات مفتوحة مساحة أكثر تكون ثنائية الأبعاد، ونغمة ولون خافتين، ويكون قد قام بها فنانين لاستحضار الموضوعات التقليدية للرسم بالفرشاة. تميل المسرحيات الحديثة نحو الالشقق الغربية ذات المناظر الخلابة أو استخدام الحد الأدنى لجذب أكبر الاهتمام نحو الممثلين. كما إن إضاءة المسرح مازالت بحاجة إلى الالتزام بالمعايير الغربية وهي لا تعكس أسلوب المصور في الرسم في الألون والضوء وهو أمر مدهش. 
تستخدم الأقنعة الكورية بشكل عام في الأداء الشاماني الذي أصبح علمانيًا كالمسرحيات الشعبية. وأصبحت الأقنعة في نفس الوقت مصنوعات سياحية بعد عام 1945 وأعيد إنتاجها كتذكار بأعداد كبيرة.

### سرد القصص والكوميديا
يعتبر سرد القصص أداء الذكور سواءً في أغنية علماء يونغبان الدرامية الشعرية أو في خشونة الكوميديين الجسديين. ولا يوجد حتى الآن كوميديا ارتجالية في كوريا بسبب القيود الثقافية بخصوص الإهانة والتعليقات الشخصية واحترام كبار السن على الرغم من النجاح العالمي للأفلام الكوميدية الكورية التي تعتمد على كوميديا الأخطاء والمواقف التي تكون بدون حل سهل وواضح تحت القيود الاجتماعية الضيقة. 
يتضمن التاريخ الشفهي الكوري الخرافات السردية والأساطير والحكايات الشعبية والأغاني الشعبية وأغاني الشامان والبانسوري. وهي الأمثال التي تتمثل في الحكايات التاريخية القصيرة والأحاجي والكلمات المشبوهة ذات القصص الخاصة. وقد درسهم تشوي دونغ-إيل وتشوي إن-هاك وزونق إن-سوب. وقد نُشروا يإصدارات باللغة الإنجليزية للأجانب أو لمعلمي المدارس الابتدائية.

### الرقص
انظر أيضًا: رقصة 
يعد الرقص عنصرًا هامًا في الثقافة الكورية. وتؤدى الرقصات الكورية كجزءٍ من العديد من المهرجانات والاحتفالات السنوية مثل الحصاد وغيره. وتشتمل على الأزياء التقليدية والألوان الخاصة والموسيقى والأغاني والآلات الخاصة. ويؤدي الرقصات رجال لوحدهم أو نساء لوحدهم، في حين أن بعض الرقصات يؤديها كلاهما. وعادةً ما يكون شعر المرأة ملمومًا بعيدًا عن الوجه على شكل كعكعة أو قد ترتدي القبعات الملونة. كما ترتدي النساء بعض أزياء الهانبوك المختلفة أو زي خاص يكون محدد لتلك الرقصة. ويكون لهذه الأزياء أكمام طويلة جدًا أو تتسم بطول القماش لإبراز حركات الذراع الرشيقة. كما تكون هذه المهرجانات في الهواء الطلق صاخبة ومبهجة بحيث يمكن سماع الصنج والطبول بوضوح. وتُلبس في هذه المهرجانات الأقنعة.

## الأدب
مقالة مفصلة: الأدب الكوري
هناك أمثلة بارزة للسجلات التاريخية الموثقة جيدًا منذ الأزمنة المبكرة، كما هو الحال أيضًا مع الكتب الكورية المتنقلة والتي تكون غالبًا إما موسوعات إمبراطورية أو سجلات تاريخية. وهذه الكتب تناقلت خلال زمن الممالك الثلاث في القرن السابع باستخدام الطباعة الخشبية. وفي زمن غوريو أُنتج أول نوع معدن وأول الكتب المطبوعة باستخدام المعادن. 
كما تتضمن التصنيفات الملاحم، والشِعر، والنصوص الدينية والشروح التفسيرية في تعلم البوذية والكونفشيوسية، وترجمات الأعمال الأجنبية، والمسرحيات وتعاليم البلاط، والكوميديا والمآسي والتصنييفات المختلطة، وأنواعًا عديدة من الروايات، وكذلك الحبكة الكورية.

### الشِّعر
مقالة مفصلة: الشعر الكوري
بدأ الشِعر الكوري بالازدهار في فترة الممالك الثلاث وطبعت التجميعات عدة مرات. وتطور مع ازدياد قومية جوسون حتى وصل إلى ذروته في أواخر القرن الثامن عشر. كانت هناك محاولات في أوائل القرن العشرين لإدخال الأساليب الشعرية التصويرية والحديثة. وفي أوائل فترة الجمهورية كانت الأعمال ناجحة. كما سيطر الشعر الغنائي منذ السبعينات الميلادية وما بعدها.